# Rogeria terescandens
Rogeria terescandens é uma espécie de formiga do gênero Rogeria, pertencente à subfamília Myrmicinae.